# 2021年のNBAオールスターゲーム
2021年のNBAオールスターゲームは、2020-21シーズン中の2021年3月8日にジョージア州アトランタのステートファーム・アリーナで開催されたNBAの第70回オールスターゲームである。チームキャプテンにはレブロン・ジェームズとケビン・デュラントが選ばれ、チーム・レブロンが170-150で勝利した。そしてNBAオールスターゲームコービー・ブライアント最優秀選手賞はチーム・レブロンからヤニス・アデトクンボが初受賞した。元々はインディアナ州インディアナポリスのバンカーズ・ライフ・フィールドハウスで開催される予定であったが、新型コロナウイルスの影響で中止と発表し、インディアナポリスで開催するのは2024年に延期となった。
アトランタでオールスターゲームを開催するのは今回が3回目で2003年以来となる。

## オールスターゲーム

### ヘッドコーチ
ウェスタン・カンファレンスで最高勝率を残しているユタ・ジャズのHCであるクイン・スナイダーは初のNBAオールスターゲームのヘッドコーチに選ばれた。イースタン・カンファレンスで最高勝率を残しているフィラデルフィア・76ersのHCのドック・リバースは今回の選出でオールスターゲームのヘッドコーチは3回目となった。

### 選出選手
オールスターゲームの選出は昨年と同様にファン投票とメディア投票によって選ばれる。ファン投票はNBA公式サイトとTwitterから毎日投票できる。スターターの選出は、ファン、メディア投票・現在チームに在籍している現役のNBA選手の投票によって選ばれる。ファン投票が総数50％を占め、NBA選手とメディア投票がそれぞれ25％を占める仕組みとなっている。各カンファレンスで累積投票総数が最も多かった2人のガードと3人のフロントコートプレイヤーがスターターに選ばれ、各カンファレンスで最も投票数が多かった2人のプレーヤーがチームキャプテンに選ばれる。
| Pos        | 選手                       | チーム                   | 出場回数   |
| スターター | スターター                 | スターター               | スターター |
| ---------- | -------------------------- | ------------------------ | ---------- |
| G          | ブラッドリー・ビール       | ワシントン・ウィザーズ   | 3          |
| G          | カイリー・アービング       | ブルックリン・ネッツ     | 7          |
| F          | ヤニス・アデトクンボ       | ミルウォーキー・バックス | 5          |
| F          | ケビン・デュラントINJ2     | ブルックリン・ネッツ     | 11         |
| C          | ジョエル・エンビードCOVID1 | フィラデルフィア・76ers  | 4          |
| リザーブ   |                            |                          |            |
| G          | ジェームズ・ハーデン       | ブルックリン・ネッツ     | 9          |
| G          | ザック・ラヴィーン         | シカゴ・ブルズ           | 1          |
| G          | ベン・シモンズCOVID1       | フィラデルフィア・76ers  | 3          |
| G          | ジェイレン・ブラウン       | ボストン・セルティックス | 1          |
| F          | ドマンタス・サボニスREP2   | インディアナ・ペイサーズ | 2          |
| F          | ジュリアス・ランドル       | ニューヨーク・ニックス   | 1          |
| F          | ジェイソン・テイタムST1    | ボストン・セルティックス | 2          |
| C          | ニコラ・ブーチェビッチ     | オーランド・マジック     | 2          |

| Pos        | 選手                        | チーム                             | 出場回数   |
| スターター | スターター                  | スターター                         | スターター |
| ---------- | --------------------------- | ---------------------------------- | ---------- |
| G          | ステフィン・カリー          | ゴールデンステート・ウォリアーズ   | 7          |
| G          | ルカ・ドンチッチ            | ダラス・マーベリックス             | 2          |
| F          | レブロン・ジェームズ        | ロサンゼルス・レイカーズ           | 17         |
| F          | カワイ・レナード            | ロサンゼルス・クリッパーズ         | 5          |
| C          | ニコラ・ヨキッチ            | デンバー・ナゲッツ                 | 3          |
| リザーブ   |                             |                                    |            |
| G          | デビン・ブッカーREP1INJ3    | フェニックス・サンズ               | 2          |
| G          | マイク・コンリーREP3        | ユタ・ジャズ                       | 1          |
| G          | デイミアン・リラード        | ポートランド・トレイルブレイザーズ | 6          |
| G          | ドノバン・ミッチェル        | ユタ・ジャズ                       | 2          |
| G          | クリス・ポール              | フェニックス・サンズ               | 11         |
| F          | アンソニー・デイビスINJ1    | ロサンゼルス・レイカーズ           | 8          |
| F          | ポール・ジョージ            | ロサンゼルス・クリッパーズ         | 7          |
| F          | ザイオン・ウィリアムソンST2 | ニューオーリンズ・ペリカンズ       | 1          |
| C          | ルディ・ゴベール            | ユタ・ジャズ                       | 2          |

^COVID1 ジョエル・エンビードとベン・シモンズは新型コロナウイルスの安全プロトコル入りしたため欠場。

^INJ1 アンソニー・デイビスは脹脛の怪我のため欠場。

^REP1 デビン・ブッカーがアンソニー・デイビスの代役として選出。

^INJ2 ケビン・デュラントはハムストリングの怪我のため欠場。

^REP2 ドマンタス・サボニスがケビン・デュラントの代役として選出。

^ST1 ジェイソン・テイタムがデュラントの代わりにスターターに昇格。

^INJ3 デビン・ブッカーは膝の怪我のため欠場。

^REP3 マイク・コンリーがデビン・ブッカーの代役として選出。

^ST2 ジョエル・エンビードに代わりザイオン・ウィリアムソンがスターターに昇格。

### ドラフト
オールスタードラフトは日本時間の3月5日に行われる。レブロン・ジェームズがオールスターゲームのキャプテンに選出されたのは4年連続であり、ケビン・デュラントは初となった。キャプテンであるジェームズとデュラントは、それぞれオールスターのスターター（先発）を1巡目、リザーブ選手を2巡目で交互に指名していき、チームを編成する。なお、キャプテンは所属カンファレンス不問で選手を指名することができる。デュラントが怪我により不出場となったため、コミッショナーが代役としてドマンタス・サボニスを指名し、空いたスターターの枠にはジェイソン・テイタムが昇格した。
| 指名順 | 選手                     | チーム     |
| ------ | ------------------------ | ---------- |
| 1      | ヤニス・アデトクンボ     | レブロン   |
| 2      | カイリー・アービング     | デュラント |
| 3      | ステフィン・カリー       | レブロン   |
| 4      | ジョエル・エンビード     | デュラント |
| 5      | ルカ・ドンチッチ         | レブロン   |
| 6      | カワイ・レナード         | デュラント |
| 7      | ニコラ・ヨキッチ         | レブロン   |
| 8      | ブラッドリー・ビール     | デュラント |
| 9      | ジェームズ・ハーデン     | デュラント |
| 10     | デイミアン・リラード     | レブロン   |
| 11     | デビン・ブッカー         | デュラント |
| 12     | ベン・シモンズ           | レブロン   |
| 13     | ザイオン・ウィリアムソン | デュラント |
| 14     | クリス・ポール           | レブロン   |
| 15     | ザック・ラヴィーン       | デュラント |
| 16     | ジェイレン・ブラウン     | レブロン   |
| 17     | ジュリアス・ランドル     | デュラント |
| 18     | ポール・ジョージ         | レブロン   |
| 19     | ニコラ・ブーチェビッチ   | デュラント |
| 20     | ドマンタス・サボニス     | レブロン   |
| 21     | ドノバン・ミッチェル     | デュラント |
| 22     | ルディ・ゴベール         | レブロン   |

### ロスター
| F                                                                       | カワイ・レナード            | ロサンゼルス・クリッパーズ   |
| F                                                                       | ジェイソン・テイタムST1     | ボストン・セルティックス     |
| C                                                                       | ジョエル・エンビードCOVID1  | フィラデルフィア・76ers      |
| G                                                                       | カイリー・アービング        | ブルックリン・ネッツ         |
| G                                                                       | ブラッドリー・ビール        | ワシントン・ウィザーズ       |
| 控え                                                                    |                             |                              |
| G                                                                       | ジェームズ・ハーデン        | ブルックリン・ネッツ         |
| F                                                                       | ザイオン・ウィリアムソンST2 | ニューオーリンズ・ペリカンズ |
| G                                                                       | ザック・ラヴィーン          | シカゴ・ブルズ               |
| F                                                                       | ジュリアス・ランドル        | ニューヨーク・ニックス       |
| C                                                                       | ニコラ・ブーチェビッチ      | オーランド・マジック         |
| G                                                                       | ドノバン・ミッチェル        | ユタ・ジャズ                 |
| G                                                                       | マイク・コンリーREP3        | ユタ・ジャズ                 |
| ヘッドコーチ: ドック・リバース (フィラデルフィア・セブンティシクサーズ) |                             |                              |

| F                                               | ヤニス・アデトクンボ     | ミルウォーキー・バックス           |
| F                                               | レブロン・ジェームズ     | ロサンゼルス・レイカーズ           |
| C                                               | ニコラ・ヨキッチ         | デンバー・ナゲッツ                 |
| G                                               | ステフィン・カリー       | ゴールデンステート・ウォリアーズ   |
| G                                               | ルカ・ドンチッチ         | ダラス・マーベリックス             |
| 控え                                            |                          |                                    |
| G                                               | デイミアン・リラード     | ポートランド・トレイルブレイザーズ |
| G                                               | ベン・シモンズCOVID2     | フィラデルフィア・76ers            |
| G                                               | クリス・ポール           | フェニックス・サンズ               |
| G                                               | ジェイレン・ブラウン     | ボストン・セルティックス           |
| F                                               | ポール・ジョージ         | ロサンゼルス・クリッパーズ         |
| F                                               | ドマンタス・サボニスREP2 | インディアナ・ペイサーズ           |
| C                                               | ルディ・ゴベール         | ユタ・ジャズ                       |
| ヘッドコーチ: クイン・スナイダー (ユタ・ジャズ) |                          |                                    |

### 試合結果
| 2021年3月7日 8:00 pm ET |

|  |

| チーム・レブロン 170, チーム・デュラント 150                       |  |                                                                                     |
| クォーター・スコア: 40-39, 60-41, 46-45, 24-25                     |  |                                                                                     |
| Pts: ヤニス・アデトクンボ 35 Rebs: 3選手 7 Asts: クリス・ポール 16 |  | Pts: ブラッドリー・ビール 26 Rebs: カワイ・レナード 9 Asts: カイリー・アービング 12 |

## オールスターウィークエンド
今回のオールスターウィークエンドは、オールスターゲームと同じ日に開催される。

### ライジング・スターズ・チャレンジ
| Pos.          | 国籍             | 選手                                 | チーム                           | ル/ソ      |
| ------------- | ---------------- | ------------------------------------ | -------------------------------- | ---------- |
| F             | ナイジェリアの旗 | プレシャス・アチュワ                 | マイアミ・ヒート                 | ルーキー   |
| G             | カナダの旗       | ニキール・アレクサンダー＝ウォーカー | ニューオーリンズ・ペリカンズ     | ソフォモア |
| F             | イスラエルの旗   | デニ・アヴディア                     | ワシントン・ウィザーズ           | ルーキー   |
| G/F           | カナダの旗       | RJ・バレット                         | ニューヨーク・ニックス           | ソフォモア |
| G             | アルゼンチンの旗 | ファクンド・カンパッソ               | デンバー・ナゲッツ               | ルーキー   |
| F             | カナダの旗       | ブランドン・クラーク                 | メンフィス・グリズリーズ         | ソフォモア |
| G             | カナダの旗       | ルゲンツ・ドート                     | オクラホマシティ・サンダー       | ソフォモア |
| F             | 日本の旗         | 八村塁                               | ワシントン・ウィザーズ           | ソフォモア |
| G             | フランスの旗     | テオ・マレドン                       | オクラホマシティ・サンダー       | ルーキー   |
| G             | カナダの旗       | マイカル・ムルダー                   | ゴールデンステート・ウォリアーズ | ソフォモア |
| ヘッドコーチ: |                  |                                      |                                  |            |

| Pos.          | 選手                         | チーム                           | ル/ソ      |
| ------------- | ---------------------------- | -------------------------------- | ---------- |
| G             | ラメロ・ボール               | シャーロット・ホーネッツ         | ルーキー   |
| G             | アンソニー・エドワーズ       | ミネソタ・ティンバーウルブズ     | ルーキー   |
| G             | タイリース・ハリバートン     | サクラメント・キングス           | ルーキー   |
| G             | タイラー・ヒーロー           | マイアミ・ヒート                 | ソフォモア |
| F             | デアンドレ・ハンター         | アトランタ・ホークス             | ソフォモア |
| G/F           | ケルドン・ジョンソン         | サンアントニオ・スパーズ         | ソフォモア |
| G             | ジャ・モラント               | メンフィス・グリズリーズ         | ソフォモア |
| F             | マイケル・ポーター・ジュニア | デンバー・ナゲッツ               | ソフォモア |
| F             | ザイオン・ウィリアムソン     | ニューオーリンズ・ペリカンズ     | ソフォモア |
| C             | ジェームズ・ワイズマン       | ゴールデンステート・ウォリアーズ | ルーキー   |
| ヘッドコーチ: |                              |                                  |            |

### スキルチャレンジ
| Pos. | 選手                   | チーム                             | 身長(フィート) | 体重(ポンド) |
| ---- | ---------------------- | ---------------------------------- | -------------- | ------------ |
| F    | ロバート・コビントン   | ポートランド・トレイルブレイザーズ | 6–7            | 209          |
| G/F  | ルカ・ドンチッチ       | ダラス・マーベリックス             | 6–7            | 230          |
| G    | クリス・ポール         | フェニックス・サンズ               | 6–0            | 175          |
| F/C  | ジュリアス・ランドル   | ニューヨーク・ニックス             | 6–8            | 250          |
| F/C  | ドマンタス・サボニス   | インディアナ・ペイサーズ           | 6–11           | 240          |
| C    | ニコラ・ブーチェビッチ | オーランド・マジック               | 6–11           | 260          |

|  | 準々決勝                     | 準々決勝                     | 準々決勝 |  |  | 準決勝                       | 準決勝                       | 準決勝                       |                              |   | 決勝                       | 決勝                       | 決勝 |  |
|  |                              |                              |          |  |  |                              |                              |                              |                              |   |                            |                            |      |  |
|  | ドマンタス・サボニス (IND)   | ドマンタス・サボニス (IND)   | O        |  |  |                              |                              |                              |                              |   |                            |                            |      |  |
|  | ジュリアス・ランドル (NYK)   | ジュリアス・ランドル (NYK)   | X        |  |  | ドマンタス・サボニス (IND)   | ドマンタス・サボニス (IND)   | O                            |                              |   |                            |                            |      |  |
|  |                              |                              |          |  |  | ルカ・ドンチッチ (DAL)       | ルカ・ドンチッチ (DAL)       | X                            |                              |   |                            |                            |      |  |
|  |                              |                              |          |  |  |                              |                              |                              |                              |   | ドマンタス・サボニス (IND) | ドマンタス・サボニス (IND) | O    |  |
|  | ニコラ・ブーチェビッチ (ORL) | ニコラ・ブーチェビッチ (ORL) | O        |  |  |                              |                              | ニコラ・ブーチェビッチ (ORL) | ニコラ・ブーチェビッチ (ORL) | X |                            |                            |      |  |
|  | ロバート・コビントン (POR)   | ロバート・コビントン (POR)   | X        |  |  | ニコラ・ブーチェビッチ (ORL) | ニコラ・ブーチェビッチ (ORL) | O                            |                              |   |                            |                            |      |  |
|  |                              |                              |          |  |  | クリス・ポール (PHX)         | クリス・ポール (PHX)         | X                            |                              |   |                            |                            |      |  |

### スリーポイントコンテスト
| Pos. | 選手                 | チーム                           | 身長(フィート) | 体重(ポンド) | 1stラウンド | ファイナルラウンド |
| ---- | -------------------- | -------------------------------- | -------------- | ------------ | ----------- | ------------------ |
| G    | ステフィン・カリー   | ゴールデンステート・ウォリアーズ | 6–3            | 185          | 31          | 28                 |
| G    | マイク・コンリーREP1 | ユタ・ジャズ                     | 6–1            | 175          | 26          | 27                 |
| F    | ジェイソン・テイタム | ボストン・セルティックス         | 6–8            | 210          | 25          | 17                 |
| G/F  | ザック・ラヴィーン   | シカゴ・ブルズ                   | 6–5            | 200          | 22          | DNQ                |
| G    | ドノバン・ミッチェル | ユタ・ジャズ                     | 6–3            | 215          | 22          | DNQ                |
| G/F  | ジェイレン・ブラウン | ボストン・セルティックス         | 6–6            | 223          | 17          | DNQ                |
| G    | デビン・ブッカーINJ1 | フェニックス・サンズ             | 6–5            | 206          | DNP         | DNP                |

^INJ1 デビン・ブッカーは怪我のため不出場。

^REP1 マイク・コンリーがデビン・ブッカーの代役として出場。

### スラムダンクコンテスト
| Pos. | 選手                   | チーム                             | 身長(フィート) | 体重(ポンド) | 1stラウンド | ファイナルラウンド |
| ---- | ---------------------- | ---------------------------------- | -------------- | ------------ | ----------- | ------------------ |
| G    | アンファニー・シモンズ | ポートランド・トレイルブレイザーズ | 6–3            | 181          | 95 (46+49)  | 3                  |
| F    | オビ・トッピン         | ニューヨーク・ニックス             | 6–9            | 220          | 94 (48+46)  | 2                  |
| G    | カシアス・スタンリー   | インディアナ・ペイサーズ           | 6–5            | 190          | 81 (44+37)  | DNQ                |